# Ketapangtelu
Ketapangtelu is een bestuurslaag in het regentschap Lamongan van de provincie Oost-Java, Indonesië. Ketapangtelu telt 1430 inwoners (volkstelling 2010).